# أوساكي (محطة)
محطة أوساكي هي محطة قطار في شيناغاوا (طوكيو)،اليابان، افتتحت من قبل شركة شرق اليابان للسكك الحديدية وشركة الخطوط النقل السريع للواجهة البحرية في طوكيو(Tokyo Waterfront Area Rapid Transit)